# Vilacís d'Amunt
Vilacís d'Amunt és una masia de Taradell (Osona) inclosa a l'Inventari del Patrimoni Arquitectònic de Catalunya.

## Descripció
Masia amb la façana orientada vers a migdia. Presenta una planta de forma rectangular coberta a dues aigües amb el carener paral·lel a la façana. A la part de ponent hi ha un cos annexa en el qual hi ha unes galeries d'arc rebaixat, producte de diverses reformes realitzades al segle XX per Isidre Vilacís, concretament al 1906. En front de la façana i annexionant al cos dels porxos, hi ha una construcció de pedra que aguanta un coll de pou i s'hi accedeix des de les galeries. En aquesta masia actualment s'hi estan fent afegitons, sense respectar la tipologia i fent ús de diversos materials de confecció moderna. L'edificació està envoltada de dependències agrícoles que priven de veure la primitiva estructura. Al davant de la casa s'hi forma un clos tancat.

## Història
Antic mas d'història mil·lenària, esmentat en un document que data del 915. Els propietaris actuals conserven l'antic nom. Aquest mas junt amb altres del terme no depenia del Sr. del Castell de Taradell, sinó que estava sota el domini eclesiàstic, era un alou. Figura entre els masos que en el plet de 1396, protestaren dient que, segons la constitució, només es devien a la defensa dels castell en temps de guerra, però no en temps de pau. Aquest mas fou reformat i segurament ampliat per Jacobus Vilacís a la segona meitat del segle xvii.